# Vera Noens
Vera Noens (Sint-Niklaas, 29 juni 1944) is een Belgische kunstenares.

## Opleiding en loopbaan
Haar artistieke opleiding krijgt ze aan de Academie voor schone kunsten te Sint-Niklaas van 1953 tot 1962. Ze is leerling van Regnier De Herde uit Waasmunster. Ze vervolmaakt zich in publiciteits-, lijn- en modetekenen en monumentale kunsten. Als textielontwerpster verwerft ze technische vaardigheden als ze een tiental jaren tapijten, kleding- en meubelstoffen ontwerpt voor internationale firma's. Vanaf 1973 wijdt ze zich voltijds aan de kunst. Voor praktische zaken rond tentoonstellingen kan ze rekenen op de hulp van haar echtgenoot Karel De Wilde. Na haar huwelijk verhuist ze naar Temse maar keert later met man en 2 kinderen terug naar haar geboortestad. Ze doet mee aan internationale wedstrijden en krijgt vooral in Frankrijk veel erkenning.

### Stijl[3]
Ze schildert in olieverf en aquarel in een eigen stijl. Naar eigen zeggen inspireert ze zich nooit op andermans werk maar probeert ze zichzelf te zijn. Haar aquarellen hebben een figuratieve, realistische inslag. Haar schilderijen bundelen realisme, surrealisme, romantiek, humor en symbolisme. In veel werken komen helder kleurgebruik en haar liefde voor bloemen terug die ze tot in de fijnste details schildert. Ze beschildert ook porselein.

### Tentoonstellingen
Ze heeft individuele en groepstentoonstellingen in Sint-Niklaas, Temse, Hamme, Hoboken, Mariekerke, Rupelmonde, Antwerpen, Gent, Brussel, Waasmunster, Beveren en Nancy, Parijs, Nogent-sur-Oise en Metz. Ze was lid van verscheidene nationale en internationale culturele verenigingen.

## Onderscheidingen[4][5][6][7]
- 1977 : geselecteerd voor de tentoonstelling Rubensjaar te Antwerpen en Kapellen
- 1982 : prijs "André De Rouck" bij "Kunst in Europa" te Brussel
- 1983 : Zilveren medaille van de "Koninklijke Vereniging der Beroepskunstenaars van België" te Brussel
- 1983 : Gouden medaille tijdens "Spectraal Zomerkollektieve" van de stad  Nieuwpoort
- 1984 : Prijs "Fondation E. Deglumes" bij "Kunst in Europa" te Brussel
- 1985 : zilveren medaille stad Metz tijdens "IIIe prix de Peinture et Sculpture de Metz"
- 1985 : zilveren medaille met palmen van de "Koninklijke Vereniging der Beroepskunstenaars van België" te Brussel
- 1985 : prijs van de stad "Villers Saint-Paul" tijdens de 15de tentoonstelling "Artistes d'ici et d'ailleurs" te Nogent-sur-Oise
- 1985 : officier bij de "Haute Académie Littéraire et Artistique de France"
- 1985 : zilveren medaille van de "Fondation Paul Ricard" te Straatsburg
- 1986 : prijs "Galerie J. Wingerter"  te Metz
- 1986 : zilveren medaille "Champagne-Ardennes" te Epernay
- 1986 : zilveren medaile "Conseil Européen d'Art et Esthétique" te Brussel
- 1986 : "Vitellius d'argent" van de stad Vittel
- 1986 : "Médaille bronze de la Fraternité entre les Nations" toegekend door de "Haute Académie Littéraire et Artistique de France"
- 1986 : gouden medaille met palmen Internationale prijs "Louis Cornu" tijdens de 16de tentoonstelling "Artistes d'ici et d'ailleurs" te Nogent-sur-Oise
- 1986 : bronzen medaille van de stad Nancy tijdens de 2de internationale prijs voor de schilderkunst van de stad Nancy
- 1987 : gouden medaille "Prix Robert Vrinat" te Metz
- 1987 : Ereprijs "Jean Marie Tournebize" te Oisy Boué
- 1987 : 1ste prijs galerij "Fondation E. Deglumes" te Brussel
- 1988 : "medaille de Vermeil" van de Académie de Lutèce in Parijs
- 1988 : prix d'honneur  tijdens de 18de tentoonstelling van de "Haute Académie Littéraire et Artistique de France"
- 1989 : gouden medaille van de stad Metz"
- 1990 : gouden medaille tijdens de 5de internationale prijs voor de schilderkunst in Nancy
- 1992 : gouden medaille "Grand Prix du Luxembourg
- 1992 : gouden medaille tijdens "Grand concours International" van de "Académie Internationale de Lutèce" in Parijs
- 1996 : gouden medaille tijdens "Grand concours International" van de "Académie Internationale de Lutèce" in Parijs
- 1998 : diploma "hors concours" tijdens "Grand concours International" van de "Académie Internationale de Lutèce" in Parijs

## Publicaties over Vera Noens
- 1984 : Spectraal Kunst-Kijkboek VI
- 1984 : Un autre regard
- 1985 : Wie is wie in Vlaanderen 1985-1989
- 1985 : Lexicon De Backer
- 1985 : Parels langs de Scheldekant IV